# Александрувка (Більський повіт)
Александрувка (пол. Aleksandrówka) — село в Польщі, у гміні Дрелів Більського повіту Люблінського воєводства.
Населення — 87 осіб (2011).
У 1975-1998 роках село належало до Білопідляського воєводства.

## Демографія
Демографічна структура станом на 31 березня 2011 року:
|          | Загалом | Допрацездатний вік | Працездатний вік | Постпрацездатний вік |
| -------- | ------- | ------------------ | ---------------- | -------------------- |
| Чоловіки | 45      | 13                 | 27               | 5                    |
| Жінки    | 42      | 9                  | 26               | 7                    |
| Разом    | 87      | 22                 | 53               | 12                   |